# Белоозёрск (Бурятия)
Белоозёрск (бур. Сагаан Нуур) — село в Джидинском районе Бурятии. Административный центр сельского поселения «Белоозёрское».

## География
Расположено в 30 км к востоку от райцентра, села Петропавловка, в Боргойской котловине в границах Боргойского заказника, в 1 км к северо-западу от озера Верхнее Белое. Ближайшая железнодорожная станция, Джида, находится в 35 км к востоку от села.

## Связь
В селе представлены основные операторы сотовой связи Бурятии — МТС, МегаФон, TELE2. Работает стационарная телефонная связь.

## Инфраструктура
- школа
- почта
- больница
- библиотека
- магазины

## Население
| 2002 | 2010  |
| ---- | ----- |
| 1311 | ↘1011 |

## Экономика
Большая часть населения села работает в личных подсобных хозяйствах, а также в крестьянско-фермерских хозяйствах. Предприятие занимается производством мяса, зерна, овощей, картофеля, кормовых, а также муки, молока. Продукция реализуется через сеть собственных магазинов, столовую и кафе «Ласточкино гнездо».

## Туризм
Боргойские озера - одно из крупнейших в Евразии место остановки и отдыха перелетных птиц. В конце апреля-начале мая и в сентябре туроператоры из Улан-Удэ, ученые из Бурятского государственного университета организовывают в окрестностях озер орнитологические туры. С 2023 года они стали более массовыми, поскольку администрация Джидинского района при поддержке Министерства туризма республики и Бурприроды предприняли дополнительные усилия по продвижению туристических возможностей Боргойского заказника. В 2023 году были построены две смотровые площадки на Белых озерах - Верхнем и Нижнем.
В 2023 году на территории сельского поселения в местности Атаган Булаг местные власти начали проводить гастрономический фестиваль «Боргойская баранина», который в первый же год прошел с большим успехом и собрал более 6 тысяч человек из Бурятии, соседних регионов, Монголии и Китая. В 2024 году гастрофестиваль посетило уже более 8 тысяч гостей, в 2025 году — более 12 тысяч посетителей. 
После проведения первых двух фестивалей косвенный доход фермеров за счёт роста спроса на боргойскую баранину и значительного увеличения стоимости мяса, по оценкам специалистов Джидинской районной администрации, составил более 60 млн рублей.
В окрестностях Белоозерска много археологических памятников, которые привлекают любителей истории.

## Памятники истории и культуры
- Могильник Боргой Сельгир (Большой Сельгир-I) (II—I тыс. до н. э.). В 8 км к юго-востоку от с. Белоозерск, в 2 км южнее трассы «Петропавловка—Джида», в 200 м севернее ОФ.
- Могильник Малый Сельгир (II—I тыс. до н. э.). В 6 км к юго-востоку от Белоозерска, в 1,5 км южнее трассы «Петропавловка—Джида» с южной, восточной, северной стороны и на седловине сопки с выходами базальта.
- Могильник Малый Тасархай (II—I тыс. до н. э.). В 15 км юго-западнее с. Белоозерск в пади Малый Тасархай на левом берегу р. Джиды, в 500 м от неё, западнее сухого русла на небольшом возвышении.